# Catherine Destivelle
Catherine Destivelle (* 24. Juli 1960 in Oran, Algerien) ist eine französische Kletterin und Bergsteigerin.  Sie hat sehr früh mit dem Klettern begonnen und bereits in jungen Jahren schwierigste Kletterrouten in den französischen Alpen begangen. In den 1980er Jahren konnte sie Sportwettkämpfe gewinnen; in den 1990er Jahren nahm sie an Expeditionen in den Himalaya teil. Sie war die erste Frau, die im Winter die drei großen Nordwände der Alpen solo durchkletterte. Destivelle gilt als eine der weltweit besten Bergsteigerinnen.

## Leben

### Herkunft und Jugend
Destivelle wurde in Oran, Algerien geboren und migrierte mit ihren Eltern Anfang der 1960er Jahre nach Frankreich. Zusammen mit fünf jüngeren Geschwistern ist sie in einen Vorort von Paris aufgewachsen. Die Familie unternahm häufig Ausflüge in den Wald von Fontainebleau; hier hat sie bereits als Teenager zu bouldern begonnen. Im Alter von 12 Jahren meldeten ihre Eltern sie beim Club Alpin Français an. Mit diesem verbrachte sie jedes Wochenende beim Bouldern in Fontainebleau, später auch in Saffres an der Côte-d’Or und in den Dauphiné-Alpen.
Nach ihrer Schulausbildung machte Destivelle von 1981 bis 1984 eine Ausbildung zur Physiotherapeutin.

### Kletterin und Bergsteigerin
Destivelle steigerte sich sehr rasch und mit 16 Jahren führte sie bereits schwierige Routen im Klettergebiet Verdonschlucht. Im gleichen Jahr gelang ihr die Devies/Gervasutti an der L’Ailefroide-Nordwand, mit 17 die Direct Americaine am Petit Dru. Mit der Chouca in Buoux gelang ihr 1988 als erste Frau eine Route im Grad 8a+.
Im Juli 1985 gewann sie den 1. „westlichen“ Kletterwettkampf, den Sport-Roccia in Bardonecchia (Italien). Sie wurde für einige Jahre eine der beherrschenden Figuren des Frauen-Wettkampfkletterns und konnte die Leistungsgrenze enorm nach oben verschieben. Kurze Zeit später verletzte sie sich bei einem 35-Meter-Sturz in eine Gletscherspalte schwer, gewann aber trotzdem 1986 die zweite Auflage des Sport-Roccias, diesmal in Arco. Sie war auch die erste Frau der eine Route im zehnten Schwierigkeitsgrad gelang, es war die Route „Chouca“ (8a+, UIAA 10-) in Buoux.
Nach 1990 widmete sie sich wieder dem alpinen Bergsteigen und kletterte schwierigste Routen in aller Welt:
- 1990 zweite freie Begehung der Slowenenroute am Nameless Tower in Pakistan mit Jeff Lowe für ein Filmprojekt von David Breashears;[5][3]
- 1990 Solobegehung des Bonatti-Pfeilers an der Aiguille du Dru;[3]
- 1991 Eröffnung und Solobegehung der Destivelle-Route (VI 5.11b A5, 800 m) an der Westwand des Petit Dru in elf Tagen;

Zwischen 1992 und 1994 gelang ihr die Trilogie der drei großen Alpen-Nordwände: Wintersolodurchsteigungen der Heckmair-Route an der Eiger-Nordwand in 17 Stunden (1992), des Walkerpfeilers an der Grandes-Jorasses-Nordwand (1993) und der Bonatti-Route an der Matterhorn-Nordwand (1994). Sie war die erste Frau, der das gelang und dies machte sie international berühmt.
Destivelle unternahm auch einige Expeditionen im Himalaja. Sie kletterte gemeinsam mit Éric Decamp am Westpfeiler des Makalu (1993), an der Annapurna-Südwand (1993) und an der Südwand der Shishapangma (Kurtyka-Loretan-Troillet-Route; 1994); Sie musste jedoch in allen Fällen vor Erreichen des Gipfels umkehren.
Im Jahr 1996 erlitt Destivelle einen schweren Unfall in der Antarktis, von dem sie sich aber wieder gut erholte. Im Jahr 1999 gelang ihr die Solodurchsteigung der Große-Zinne-Nordwand auf der Hasse-Brandler-Führe mit nur teilweiser Selbstsicherung.
Seit Dezember 2008 ist Destivelle Ko-Vorsitzende der Groupe de Haute Montagne. 2005 erschien ihre Autobiographie „Ascension“ oder „Solo durch große Wände“ im AS Verlag, Zürich, übersetzt von Gaby Funk (Bergjournalistin/Autorin).

### Privatleben
1996 heiratete sie Érik Decamp. Ein Jahr später wurde ihr Sohn Victor geboren.

## Auszeichnungen
Für ihre Leistungen wurde sie 1992 mit dem Ordre National du Mérite, 2007 mit dem Ordre national de la légion d’honneur und 2008 mit dem King Albert Mountain Award ausgezeichnet. Im September 2021 wurde sie mit dem Paul-Preuß-Preis ausgezeichnet. Im Jahr 2020 erhielt sie als erste Frau den Piolet d’Or für ihr Lebenswerk, der wohl bedeutendsten Auszeichnung im extremen Bergsport.